# Physalospora anamalaiensis
Physalospora anamalaiensis är en lavart som beskrevs av T.S. Ramakr. & K. Ramakr. 1950. Physalospora anamalaiensis ingår i släktet Physalospora och familjen Hyponectriaceae.   Inga underarter finns listade i Catalogue of Life.